# Projekt 22120
Projekt 22120 (jinak též třída Purga) je třída arktických hlídkových lodí Ruské pobřežní stráže. Mezi jejich hlavní úkoly patří pobřežní hlídkování a ochrana rybolovu. Celkem bylo postaveno devět jednotek této třídy. Ve službě jsou od roku 2010.

## Stavba

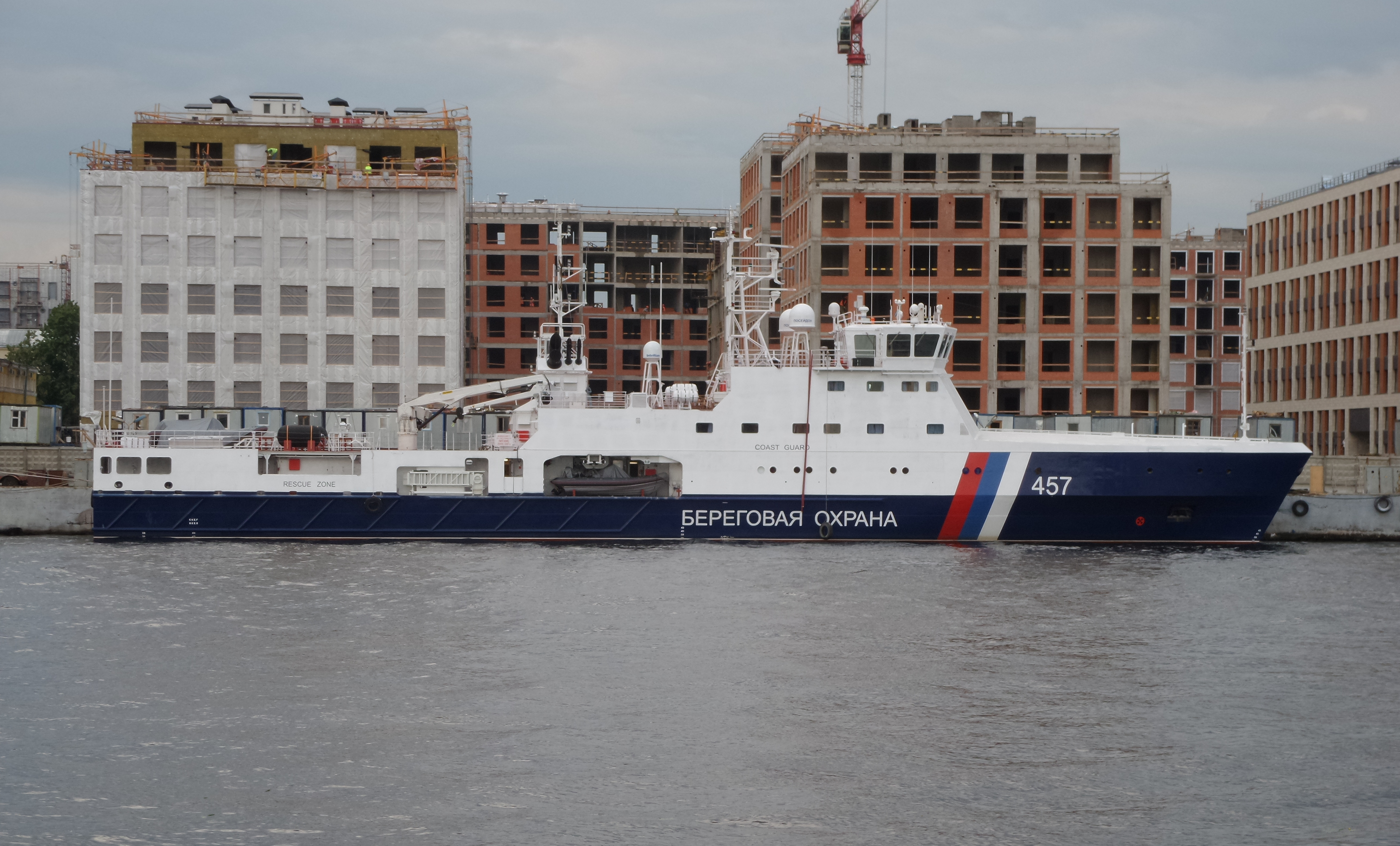
PPK-831

Třídu vyvinula ruská konstrukční kancelář CMKB Almaz v Petrohrad a postavila je ruská loděnice Loďařské firmy Almaz také v Petrohradu.
Jednotky projektu 22120:
| Jméno               | Založení kýlu      | Spuštěna          | Vstup do služby    | Status    |
| ------------------- | ------------------ | ----------------- | ------------------ | --------- |
| Kontradmirál Kolčin | březen 2007        | 24. prosince 2009 | 22. prosince 2010  | aktivní   |
| Kontradmirál Dianov | 25. listopadu 2011 | 4. prosince 2012  | 5. července 2013   | aktivní   |
| Kamčatka            | 24. května 2017    | 16. května 2018   | 23. listopadu 2018 | aktivní   |
| Zabajkalský         | 30. května 2018    | 18. dubna 2019    | červenec 2019      | aktivní   |
| Tajmyr              | 30. května 2018    | 29. července 2019 | 10. července 2020  | aktivní   |
| Admiral Ugrjumov    | 22. listopadu 2019 | 15. dubna 2021    | 16. srpna 2021     | aktivní   |
| Ladoga              | 2020               | 10. června 2021   | 29. září 2021      | aktivní   |
| PPK-831             | 2021               | 26. dubna 2022    | 30. září 2022      | aktivní   |
| Podolsk             | 2022               | 20. května 2023   | 11. listopadu 2023 | aktivní   |
| Ufa                 | 2022               | 15. června 2023   | 29. prosince 2023  | aktivní   |
| Sachalin            | 2023               | 28. května 2024   | 2025 (plán)        | ve stavbě |
| Cholmsk             | 2023               | 10. června 2025   |                    | ve stavbě |

## Konstrukce

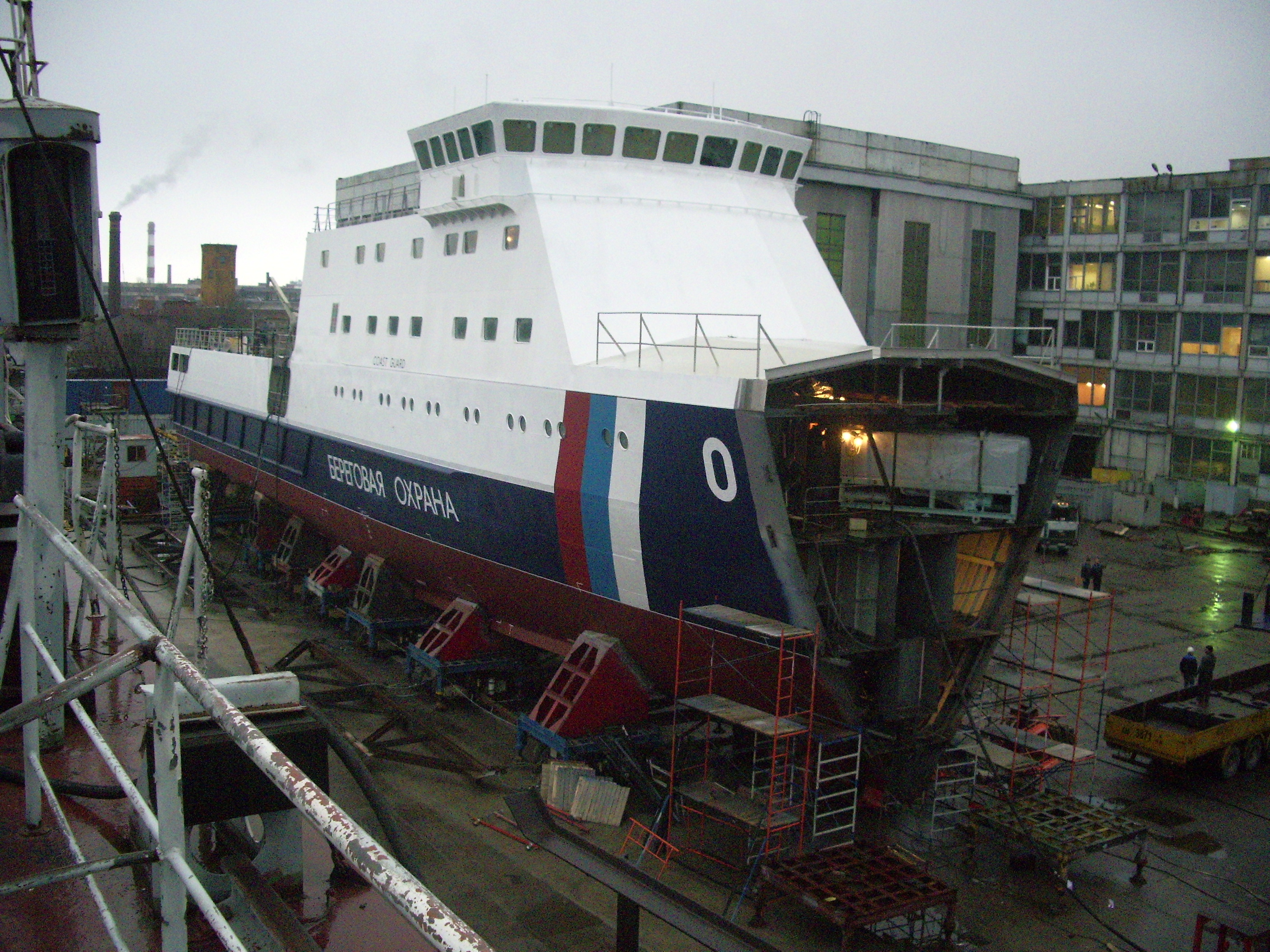
Rozestavěné plavidlo Kontradmirál Kolčin na skluzu loděnice JSC Almaz

Na zádi se nachází přistávací plocha pro vrtulník. Pohonný systém tvoří první jednotky dva diesely ABC 16VDZC-1000-175A, každý o výkonu 5440 hp (druhá jednotka dostala slabší diesely ABC 16VDZC-1000-176 o výkonu 5100 hp). Nejvyšší rychlost dosahuje 24 uzlů. Dosah je 6000 námořních mil při rychlosti 14 uzlů.